# Belegno
I Belegno (talvolta anche Bellegno) furono una famiglia patrizia veneziana, annoverata fra le cosiddette case vecchie.

## Storia
La tradizione vuole che i Belegno fossero originari di Bergamo, trasferitisi successivamente in laguna in epoca antichissima, dal momento che questo casato si trova investito della dignità tribunizia. Alcuni ritengono che i Belegno discendessero dalla famiglia dogale dei Selvo.
Stabilitisi a Rialto, vi fecero erigere la chiesa di San Bartolomeo, anticamente dedicata a san Demetrio. Furono aggregati al patriziato veneziano alla serrata del Maggior Consiglio nel 1297, ma un ramo collaterale sembra esservi stato ammesso qualche anno più tardi, nel 1311. Tra i personaggi degni di nota si ricorda un Filippo Belegno, consigliere ducale, che, durante la congiura del Tiepolo, riuscì a convincere in extremis Bajamonte Tiepolo a deporre le armi.
I Belegno si estinsero nel 1698, o, più probabilmente, verso il 1750 in un Paolo Antonio Belegno, procuratore di San Marco.

## Membri illustri
- Filippo Belegno (XIII-XIV secolo), politico veneziano, fu podestà di Ragusa dal 1337 al 1339 e dal 1346 al 1348.
- Alvise Belegno (1539–1606), politico, avvocato e letterato

## Luoghi e architetture
- Villa Belegno, a Romano d'Ezzelino;
- Villa Belegno Erizzo, a Marostica;
- Villa Belegno Marigo, a Conselve;
- Villa Querini Frizier Belegno Erizzo Barzizza Azzalin Luca, detta "Ca' Erizzo", a Bassano del Grappa;
- Villa Zane Belegno, a Conselve.